# Esclaves de Cartago
 Esclaves de Cartago  (títol original en italià: Le schiave di Cartagine) és un pèplum italo-mexicà-espanyol, dirigida per Guido Brignone, estrenada el 1956.
Ha estat doblada al català

## Argument[2]
A Tars de Cilicia, l'any 120 abans de Crist, sota el regne d'Adrià. Lea i d'Esther, dues esclaves cristianes d'origen cartaginès són comprades pel tribú romà Marcus Valerius, que les regala a l'ambiciosa Julia Marcia, filla del procònsul Julius Tiberius...
Ambiciosa, cobdiciosa i venjativa, Julia està compromesa con el cínic Flavius Metellus, un membre del Senat, però en realitat ella está enamorada de Marcus. Tanmateix, ell prefereix la dolçor simple de Lea, que porta Julia a la crueltat i la venjança.

## Repartiment
- Gianna Maria Canale: Julia Martia
- Jorge Mistral: Marcus Valerius
- Marisa Allasio: Lea
- Ana Luisa Peluffo: Esther
- Rubén Rojo: Flavius Metellus
- Luigi Pavese: Publius Cornelius
- Germán Cobos: Tullius
- Ricardo Valle: Stephen
- Nando Tamberlani: Proconsul
- Albert Hehn: Senador Livius
- Nietta Zocchi: Afra
- Vinicio Sofia: Marchant d'esclaves